# StopBadware
StopBadware是一个反恶意软件非营利组织，該組織主要通过预防和修复恶意软件网站来讓网络更加安全。它前身是StopBadware.org，该项目于2006年在哈佛大学伯克曼互联网与社会研究中心启动。它于2010年1月從哈佛大学伯克曼互联网与社会研究中心分离出来，成为一个独立的组织，并取消了其名称中的".org"。